# Liste der Monuments historiques in Montesquieu-Volvestre
Die Liste der Monuments historiques in Montesquieu-Volvestre führt die Monuments historiques in der französischen Gemeinde Montesquieu-Volvestre auf.

## Liste der Bauwerke
| Bezeichnung                 | Beschreibung                           | Standort | Kennzeichnung | Schutzstatus | Datum | Bild |
| --------------------------- | -------------------------------------- | -------- | ------------- | ------------ | ----- | ---- |
| Château de Palays           | Schloss, erbaut im 15./16. Jahrhundert | (Lage)   | PA00094390    | Inscrit      | 1980  |      |
| Kirche St-Victor mit Krypta | Erbaut im 13. Jahrhundert              | (Lage)   | PA00094391    | Classé       | 1983  |      |